# Иоганн Георг Олавский
Иоганн Георг Олавский (пол. Jan Jerzy oławski, нем. Johann Georg von Ohlau-Wohlau; 17 июня 1552 — 6 июля 1592, Олава) — князь Олавский и Волувский (1586—1592).

## Биография
Представитель легницкий линии Силезских Пястов. Второй (младший) сын князя Георга II Бжегского (1523—1586) и Барбары Бранденбургской (1527—1595), дочери курфюрста Бранденбурга Иоахима II Гектора.
7 мая 1586 года скончался его отец, князь Георг II Бжегский. Иоганн Георг со старшим братом Иоахимом Фридрихом получил в совместное владение города Олава и Волув. Братья поселились в Олаве. Бжег, столица княжества, перешла во владение их матери Барбаре Бранденбургской в качестве вдовьего удела.
6 июля 1592 года 40-летний князь Иоганн Георг Олавский скончался. Его вдова Анна Вюртембергская получила в качестве вдовьего удела город Олаву, которой она владела до 1594 года, когда вторично вышла замуж за князя Фридриха IV Легницкого. После второго брака Анна Вюртембергская лишилась Олавы, которая вернулась к Иоахиму Фридриху.

## Брак
16 сентября 1582 года князь Иоганн Георг женился на Анне Вюртембергской (12 июня 1561 — 7 июля 1616), седьмой дочери герцога Кристофа Вюртембергского (1515—1568) и Анны Марии Бранденбург-Ансбахской (1526—1589). У них было двое детей, которые скончались в младенчестве:
- Георг Кристоф (13 мая 1583 — 10 мая 1584)
- Барбара  (18 февраля 1586 — 16 апреля 1586)